# 뮤온 촉매 핵융합
뮤온 촉매 핵융합은 상온에서 일어나는 핵융합 반응이다. 비록 적당한 장비에 의해 확실히 생성될 수 있으며, 상당히 연구가 진척되었음에도, 뮤온 촉매 핵융합은 열악한 에너지 생성비율로 말미암아 실질적인 에너지원이 되지 않을 것이라고 생각된다. 이는 또한 상온 핵융합이기는 하지만, 다른 상온 핵융합과의 혼동을 피하기 위해 그렇게 부르지는 않는다.
뮤온 촉매 핵융합에서, 중수소와 삼중수소 원자핵은 뮤온과 함께 원자를 합성한다. 뮤온의 궤도는 원자핵에 매우 가까우며, 뮤온의 음전하는 원자핵의 양전하를 중화시켜주어서, 원자핵을 핵융합에 충분할 정도로 서로 가까이 다가설 수 있게 해준다. 뮤온은 핵융합 이후에도 존재하며, 다음 번의 핵융합을 위해 재사용되는데, 이는 촉매의 역할이다. Андрей Сахаров와 F. C. Frank가 1950년 이전에 이론적으로 뮤온 촉매 핵융합을 예상하였다.
하나의 실제적인 문제는 뮤온이 불안정하며, 2.2 마이크로초에 붕괴한다는 것이다. 그러므로 뮤온을 생성하는 방법이 필요하며, 붕괴하기 이전에 최대한 많은 반응에 대해 촉매 역할을 수행하는 것이 필요하다. 또 다른 문제가 1957년 J.D. Jackson에 의해 제기되었는데, 뮤온이 중수소-삼중수소 핵융합으로부터 생성된 알파 입자(헬륨-4 원자핵)에 붙어버릴
∼1%의 확률이다. 이렇게 붙어버리면, 해당 뮤온은 더 이상 촉매로 작용할 수 없다. 뮤온이 완전히 안정되어 있다고 하더라도, 하나의 뮤온은 알파 입자에 붙기까지 평균적으로 단지 100개 정도의 핵융합에 대해서만 촉매로 작용할 수 있다. 100개의 핵융합이란, 뮤온을 생성하는 에너지 이상을 만들기에 필요한 핵융합 개수의 단지 1/5에 불과하다.

## 같이 보기
- 반물질 촉매 핵 펄스 추진
- 핵융합

## 참고 문헌
- J.D. Jackson, "Catalysis of Nuclear Reactions between Hydrogen Isotopes by μ-Mesons," Physical Review, Vol. 106, No. 2, April 15, 1957.
- Rafelski, Johann and Steven E. Jones (1987). "Cold Nuclear Fusion". Scientific American, v. 257 #1, pp. 84–89.